# Erik Rosengren (språkvetare)
Erik Rosengren, född den 27 juni 1854 i Arbrå i Hälsingland, död den 19 april 1943 i Norrköping, var en svensk språkvetenskapsman.
Rosengren avlade 1877 mogenhetsexamen i Uppsala, där han 1887 blev filosofie licentiat. Han blev 1888 lektor i latin och grekiska i Östersund och flyttade i samma egenskap till Norrköping 1899. Han tog 1920 avsked från lektoratet. 
Rosengren offentliggjorde ett flertal uppsatser i prosodiska och accentuella med flera språkliga frågor (Disputatio metrica 1890, Språkliga undersökningar 1896–1900; Om identiteten af antikens kvantitet och den moderna fonetikens s. k. dynamiska accent, i "Språk och stil", 1902; Ljudsensationerna 1904), utmärkta av uppslagsrikedom och originalitet. Erik Rosengren är begravd på Matteus begravningsplats i Norrköping.